# Gmina Võru
Gmina Võru (est. Võru vald) – gmina wiejska w Estonii, w prowincji Valga.
W skład gminy wchodzą:
- 3 miasto: Kose, Parksepa Väimela,
- 35 wsi: Hannuste, Juba, Kasaritsa, Kirumpää, Kolepi, Koloreino, Kusma, Kärnamäe, Käätso, Lapi, Lompka, Loosu, Meegomäe, Meeliku, Mõisamäe, Mõksi, Navi, Nooska, Palometsa, Puiga, Raiste, Raudsepa, Roosisaare, Räpo, Sika, Tagaküla, Tootsi, Umbsaare, Vagula, Vana-Nursi, Verijärve, Võlsi, Võrumõisa, Võrusoo, Väiso.